# ناحیه ایوارت، میشیگان
ناحیه ایوارت (به انگلیسی: Evart Township) یک منطقهٔ مسکونی در ایالات متحده آمریکا است که در شهرستان اوسکئولا، میشیگان واقع شده‌است.
 ناحیه ایوارت ۸۸٫۶ کیلومتر مربع مساحت و ۱٬۵۱۳ نفر جمعیت دارد و ۳۲۸ متر بالاتر از سطح دریا واقع شده‌است.